# Dizoniopsis concatenata
Dizoniopsis concatenata là một loài ốc biển, động vật chân bụng trong họ Cerithiopsidae. Nó được Conti mô tả năm 1864.